# Red Bull Air Race 2006
Die Red Bull Air Race 2006 Weltmeisterschaft war die 4. Saison einer von der Red Bull Air Race GmbH organisierten Serie von Luftrennen. Im Jahre 2006 fand die Air Race World Series an acht Schauplätzen statt: Abu Dhabi (UAE), Barcelona (ESP), Berlin (GER), Istanbul (TUR), Budapest (HUN), Longleat (UK), San Francisco (USA) und Perth (AUS). Sankt Petersburg (RUS) wurde abgesagt.
Gewinner der Red Bull Air Race World Series 2006:
1. Kirby Chambliss ( Vereinigte Staaten) 38 Punkte
2. Péter Besenyei ( Ungarn) 35 Punkte
3. Mike Mangold ( Vereinigte Staaten) 30 Punkte

Rennen
| Nr. | Datum        | Rennen        | Sieger          | Zweiter        | Dritter         | Gesamtführender              |
| --- | ------------ | ------------- | --------------- | -------------- | --------------- | ---------------------------- |
| 01  | 18. März     | Abu Dhabi     | Kirby Chambliss | Mike Mangold   | Péter Besenyei  | Kirby Chambliss              |
| 02  | 6. Mai       | Barcelona     | Péter Besenyei  | Mike Mangold   | Kirby Chambliss | Besenyei, Chambliss, Mangold |
| 03  | 27. Mai      | Berlin        | Kirby Chambliss | Péter Besenyei | Mike Mangold    | Kirby Chambliss              |
| 04  | 29. Juli     | Istanbul      | Kirby Chambliss | Paul Bonhomme  | Péter Besenyei  | Kirby Chambliss              |
| 05  | 20. August   | Budapest      | Steve Jones     | Paul Bonhomme  | Mike Mangold    | Kirby Chambliss              |
| 06  | 2. September | Longleat      | Paul Bonhomme   | Péter Besenyei | Kirby Chambliss | Kirby Chambliss              |
| 07  | 7. Oktober   | San Francisco | Kirby Chambliss | Péter Besenyei | Paul Bonhomme   | Kirby Chambliss              |
| 08  | 19. November | Perth         | Péter Besenyei  | Paul Bonhomme  | Kirby Chambliss | Kirby Chambliss              |